# Giuseppe Morello

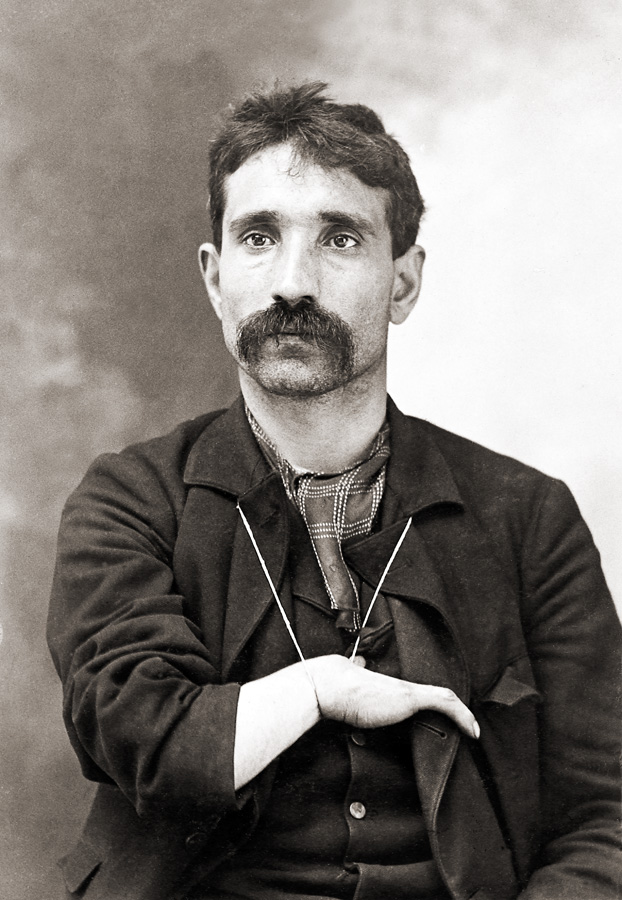
Giuseppe „Die Klauenhand“ Morello

Giuseppe „The Clutch Hand“ Morello, auch bekannt als Peter Morello (* 2. Mai 1870 in Corleone auf Sizilien; † 15. August 1930 in New York City), war ein sizilianisch-amerikanischer Mafioso und Gründer der Morello-Familie, die heute als Vorläufer der Genovese-Familie gilt. Er galt als der erste sogenannte Capo di tutti i capi (deutsch: „Boss aller Bosse“). Seinen Spitznamen „Die Klauenhand“ erhielt er aufgrund eines Geburtsfehlers an seiner rechten Hand.

## Biografie

### Frühe Jahre
Giuseppe Morello wurde am 2. Mai 1870 in Corleone (Sizilien) geboren. Sein leiblicher Vater, Calogero Morello, starb, als Giuseppe fünf Jahre alt war. Ein Jahr später heiratete seine Mutter Angelina Piazza den Mafioso Bernardo Terranova, ein Mitglied der Corleonesi, ein Mafia-Clan aus Corleone. Die beiden bekamen während ihrer Ehe drei Söhne namens Vincenzo (geb. 1886), Ciro (geboren 1888) und Nicolò (geboren 1890), sowie zwei Töchter Lucia (geboren 1877) und Salvatrice (geb. 1880). Man nimmt an, Giuseppe hatte noch eine weitere Schwester namens Maria (geboren 1869) aus der Morello-Piazza-Ehe und eine mögliche dritte Halbschwester namens Rosalia (geboren 1892, gestorben am 14. Oktober 1915). Giuseppe heiratete Maria Rosa Marvalisi und bekam mit ihr im November 1892 den gemeinsamen Sohn Calogero „Charles“ Morello.
Bereits im jungen Alter war Giuseppe, wie auch sein Stiefvater, für den örtlichen Boss Salvatore Cutrera tätig. Giuseppe Battaglia, der spätere Nachfolger von Salvatore Cutrera, soll Morellos Onkel gewesen sein. Im Jahre 1892, im Alter von zweiundzwanzig Jahren, war Giuseppe gezwungen, in die Vereinigten Staaten auszuwandern, nachdem er ein Verdächtiger in einem Mordfall in Corleone wurde und sein Falschgeldring kompromittiert worden war. Obwohl er jetzt in den Vereinigten Staaten in New York City ansässig war, brachte die italienische Regierung den Fall vor Gericht. Im September 1894 wurde er in Abwesenheit für schuldig befunden und zu 6 Jahren Haft im Gefängnis verurteilt. Am 8. März 1893, sechs Monate nach Morellos Ankunft in New York, traf auch seine Familie ein.
Zu dieser Zeit gründete Morello den 107th Street Mob, eine kleine Bande von Gaunern, die unter anderem in Bereichen wie Erpressung tätig waren; jene Bande wurde später als Morello-Familie bekannt. Über ein Jahr lang war die Familie bereits in New York City, kam aber beruflich nicht voran. Giuseppe Morello ging nach Louisiana zu einem Cousin der Familie, und auch hierhin folgte ihm die gesamte Familie zwei Monate später. Giuseppe und sein Vater arbeiteten dort etwa ein Jahr auf einer Zuckerrohrplantage und gingen dann nach Bryan (Texas) als Baumwollpflücker, gaben den Job allerdings auf, als Familienmitglieder an der Malaria erkrankten.

### New York
1896 war die Familie wieder in New York City, wiederum waren es Giuseppe und sein Vater, die zunächst als Straßenpflasterer arbeiteten, eventuell betrieben sie auch eine kleine Kohlenhandlung, dann aber ab 1898 eine Kneipe in der 13th Street eröffneten und bald darauf eine zweite in der Stanton Street. Im Jahre 1898 starb Morellos Frau Maria Rosa Marvalisi und irgendwann in den frühen 1900er Jahren heiratete er Nicolina „Lena“ Salemi. Am 11. Juni 1900 wurde Giuseppe „Peter“ Morello zusammen mit Calogero Meggiore wegen Falschgeldbesitz und -verbreitung zu einer Strafe von 5000 US-Dollar verurteilt. Die Verurteilung war das Ergebnis einer Geheimdienstoperation, welche durchgeführt wurde, als gefälschte 5-Dollar-Noten schlechter Qualität in Brooklyn und North Beach auftauchten. Der Fall wurde als „Morristown Fives“ bekannt, da aus der National Iron Bank in Morristown die verwendete 5-Dollar-Druckplatte gestohlen worden war.
Im Jahr 1902 erwarb Morello mit seinem (Halb-)Bruder Ciro Terranova ein Restaurant in der 8 Prince St. in Manhattan, welches zum offiziellen Treffpunkt für die Bande wurde. Im angrenzenden Haus Nr. 9 befand sich das Importgeschäft von Ignazio „Lupo“ Saietta, dem Boss der Black Hand Gang, mit dem Giuseppe nun erneut ins Falschgeldgeschäft einstieg. Diesmal war die Qualität der Scheine allerdings ausgezeichnet. Ignazio heiratete im Jahr 1903 Morellos Halbschwester Salvatrice. Morello baute sein Reich auf der Grundlage seiner gnadenlosen Anordnung von Todesurteilen gegen alle, die es wagten, sich ihm entgegenzustellen. Ignazio, sein Hauptvollstrecker, soll in einem Zeitraum von 10 Jahren für mehr als sechzig Morde verantwortlich gewesen sein. Bis 1905 hatte Morello den größten italienisch-amerikanischen Mafia-Clan in den Vereinigten Staaten aufgebaut und illegal verdientes Geld wurde dann durch legale Unternehmen, wie Geschäfte oder Restaurants, im Besitz der Familie legitimiert.

### Die Leiche im Fass

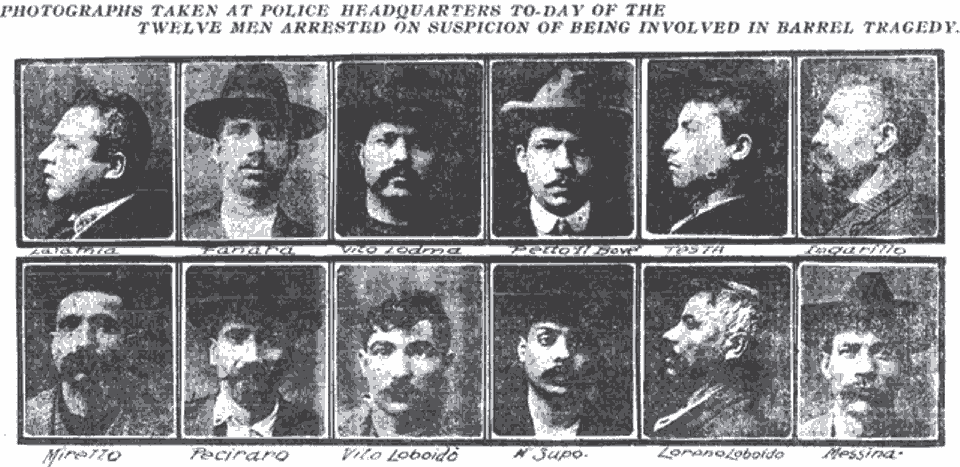
Tonnenmordverdächtige

Am 14. April 1903 wurde an der 743 East 11th Street nicht weit von der Ecke Avenue D eine Leiche entdeckt, die in einem Zuckerfass steckte, das mit einem Mantel abgedeckt worden war.
Der Fall wurde als „Barrel Murder“ (dt.: Fassmord) bekannt. Im Zuge der Ermittlungen wurden neun Personen – darunter Peter Morello – verhaftet. Der mit 18 Messerstichen getötete Mann war zuletzt lebend gesehen worden, als er den Laden von Morello betreten hatte. Außerdem konnte das Zuckerfass der Firma Wallace & Thompson zugeordnet werden und diese hatte nur einen sizilianischen Kunden: Peter Inzerillo, der ein Mitglied der Gruppe um Peter Morello war. Außerdem waren in den Sägespänen am Boden des Fasses Zigarrenstummel gefunden worden, die der bevorzugten Marke von Morello entsprachen.
Schließlich gelang dem italo-amerikanischen Polizisten Joseph Petrosino die Identifizierung der Leiche. Petrosino befragte den in Sing Sing einsitzenden Giuseppe De Primo, der auf einem Foto seinen Schwager Benedetto Madonia wiedererkannte. Außerdem gab er zu, dass er und sein Schwager an einer Falschgeldverteilung beteiligt gewesen seien und sein Schwager den Auftrag hatte, sein Eigentum von Peter Morello zurückzuholen.
Als auch noch die Armbanduhr des Toten in einem Pfandhaus sichergestellt werden konnte, welche dort von Tomasso Petto abgegeben worden war, der ebenfalls zum Umfeld von Morello gehörte, war der Fall inhaltlich im Prinzip aufgeklärt. Zu einer Verurteilung kam es jedoch nicht. Vor Gericht hielten sich alle Zeugen an die Schweigepflicht der Mafia, die Omertà, und auch De Primo machte nun keine verwertbare Aussage mehr.

### Sizilianische Verbindungen
Vieles deutet darauf hin, dass die neuen Fälschungen in Italien gefertigt worden waren, demnach könnte Vito Cascio Ferro die notwendige Kontaktperson zur sizilianischen Mafia gewesen sein. Aber auch die neue Verteilung der besseren Fälschungen aus Italien konnte zurückverfolgt werden. Durch den Barrel-Mord aufmerksam geworden, hatte Joseph Petrosino weitere Ermittlungen und Maßnahmen ergriffen. So wurde der Öffentlichkeit bekannt, dass es offenbar Sizilianern möglich war, bereits 28 Tage nach der Einreise legal eine Waffe in New York zu führen. Morello und sein Umfeld verfügten alle über einen Waffenschein. Kurz nach einem Artikel im New York Herald widerrief der Polizeichef 322 Waffenscheine in der Stadt.
1909 gelang es dem Secret Service dann doch, den gesamten Falschgeldring zu zerschlagen. Am 26. Januar 1910 begann der Prozess und am 19. Februar 1910 wurde das Urteil gefällt: Ignazio Saietta erhielt 30 Jahre und eine Geldstrafe von 1.000 US-Dollar, sein Schwager Peter Morello 25 Jahre und 1.000 US-Dollar Geldstrafe. Die weiteren Mittäter: Giuseppe Calicchio, 17 Jahre, 600 US-Dollar Strafe; Giuseppe Palermo, 18 Jahre, 1.000 US-Dollar Strafe; Nicola Sylvestro, Cantonio Cecala, Vincenzo Giglio und Salvatore Cina je 15 Jahre und 1.000 US-Dollar Geldstrafe. Außerdem wurden Saietta und Morello in ein Arbeitslager nach Atlanta gebracht. Die Hälfte der Strafen wurde wegen des alten „Morristown Fives“-Falls verhängt, der Grund für die andere Hälfte war die Fortsetzung der Falschgeldverbreitung mit neuer Produktion und Hilfe der sizilianischen Cosa Nostra.

### Machtwechsel
Giuseppes jüngster Halbbruder Nicholas Terranova übernahm mit Hilfe seiner älteren Brüder Vincenzo und Ciro die Kontrolle über die Familie. Unter seiner Führung entstand dann die als typisch geltende Struktur, wie sie noch heute für die US-amerikanische Cosa Nostra gilt. Zwischen 1914 und 1918 kam es dann zum Konflikt mit der neapolitanisch-stämmigen Camorra in Brooklyn. Gegen 1919, nach mehrjährigen wechselseitigen Morden mit ständig wechselnden Koalitionen, verlor die Camorra schließlich aufgrund von Strafprozessen den Krieg. Allerdings ließ während des Konflikts auch Nicholas Terranova am 7. September 1916 sein Leben. Nach der Ermordung von Nicholas übernahm Vincent Terranova die Führung und behielt mit seinem Bruder und Underboss Ciro Terranova die Kontrolle der Familie. Während sein Bruder Ciro sich das Monopol für Artischocken verschaffte, wurde Vincent in den 1920er Jahren dank der Prohibition durch Alkoholschmuggel recht wohlhabend. Viele ehemalige Camorra-Mitglieder aus Brooklyn (z. B. Umberto Valenti) schlossen sich der Morello-Familie an.
Im Jahr 1920 wurde Morello zusammen mit Ignazio Lupo wieder aus der Haft entlassen. Die Machtverhältnisse in New York City innerhalb der US-amerikanischen Cosa Nostra hatten sich in den zehn Jahren Haft verändert. Für den freigekommenen Giuseppe war also ohnehin seine ursprüngliche Führungsposition – viele sahen (und sehen) ihn zu seiner Hochzeit als De-facto-„Boss aller Bosse“ an – an andere verloren gegangen. Nicola Gentile – nach eigenen Angaben in seiner Biografie – handelsreisender Mafiadiplomat zwischen Italien und den Vereinigten Staaten, schildert seine Bemühungen für Peter Morello bei dessen kurzfristigem Exil auf Sizilien 1919, wo dieser insbesondere seiner potentiellen Ermordung zu entgehen hoffte, das Problem gewaltfrei zu lösen. Gentile selbst befand sich aus ähnlichen Gründen in Sizilien. Einer der Verbündeten Gentiles war wiederum ein Rivale von Peter innerhalb des Morello-Terranova-Clans: Umberto Valenti, der sich offenbar an die Spitze der Morello-Terranova-Familie stellen wollte und 1922 Vincent Terranova beseitigten ließ. Er selbst wurde allerdings im gleichen Jahr ermordet. Seine Ermordung soll vom noch jungen Lucky Luciano organisiert worden sein, der für Joe Masseria arbeitete und damit wiederum seinen Boss an die Spitze der „Familie“ brachte, die er selbst bald anführen sollte und unter seinem Nachfolger Vito Genovese als Genovese-Familie klassifiziert wurde.
Spätestens nachdem die Machtfrage geklärt war, gelang die diplomatische Vermittlung: Peter kehrte nach New York zurück, ordnete sich Joe Masseria unter und galt bald als dessen Consigliere, der aber auch weiterhin recht tatkräftig werden konnte.

### Krieg von Castellammare
Masseria galt nun selbst als „Capo di tutti i capi“ und im Wesentlichen hatte sich die Struktur der späteren Fünf Familien in New York bereits herausgebildet. Durch den (nicht vor 1918) in New York eingetroffenen Salvatore Maranzano wurde diese Vorherrschaft von Masseria in Frage gestellt und ein Konflikt der beiden innerhalb der Familien offensichtlich. Offenbar – Gentile und Joseph Bonanno gehen davon aus – war es Morellos Aufgabe, den Konflikt im Sinne von Masseria diplomatisch zu lösen, was in Mafiakreisen auch bedeuten kann, eine gewaltsame Lösung zu sondieren und „politisch“ vorzubereiten. Dieses Vorhaben konnte er allerdings nicht erfolgreich zu Ende bringen.
Peter Morello wurde am 15. August 1930 zusammen mit seinem Geldeintreiber Giuseppe Periano in seinem Büro in East Harlem erschossen. Diese Ermordung gilt heute als Auftakt des sogenannten Krieg von Castellammare, als dessen erstes Opfer Peter Morello heute gesehen wird und der mit der Ermordung von Maranzano beendet wurde.
Auf Grund des alten Konflikts zwischen Masseria und Morello existierte die – im Wesentlichen von Nicht-Mitgliedern der Mafia vertretene – These, dass Masseria selbst in die Ermordung von Peter Morello verstrickt gewesen sein soll. Jedenfalls hatte Masseria mit der Ermordung von Nick und Peter Morello wichtige und erfahrene Verbündete verloren und wurde schließlich selbst das (vor)letzte Opfer im „Krieg von Castellammare“.
Aber auch so blieb die Täterschaft umstritten: Lucky Luciano behauptete, dass es sich um Francesco Scalice und Albert Anastasia als Täter gehandelt haben soll, welche damals aufstrebende Mitglieder der Gambino-Familie waren und Salvatore Maranzano unterstützten. Der Pentito Joe Valachi nannte später als Mörder eine Person, welche selbst im Gangstermilieu nur als Buster from Chicago bekannt gewesen sein soll. Diese Aussage von Valachi ist aber umstritten und es gibt die Vermutung, dass Valachi nur seine eigene Täterschaft im Mordfall Peter Morello verschleiern wollte.